# مایکل استولبارگ
مایکل استولبارگ (به انگلیسی: Michael Stuhlbarg) (زاده ۵ ژوئیهٔ ۱۹۶۸) بازیگر آمریکایی است. از فیلم‌هایی که او در آن بازی کرده‌است، می‌توان به مردان سیاه‌پوش ۳، ورود و دکتر استرنج در چندجهانی دیوانگی اشاره کرد.